# Bedwas Rugby Football Club
Maillots
Dernière mise à jour : 28 février 2013.
Le Bedwas Rugby Football Club est un club gallois de rugby à XV qui évolue dans la Welsh Premier Division. Le club est basé dans le village minier de Bedwas, tout près de la frontière avec l'Angleterre, dans le Monmouthshire.

## Histoire
Le Bedwas RFC est fait son apparition en 1885, mais est fondé officiellement en 1889.
Le club est finaliste du Championnat gallois en 2005.